# Coralie Trinh Thi
Coralie Trinh Thi, també coneguda simplement com Coralie (París, 11 d'abril de 1976) és una antiga actriu pornogràfica francesa, que es va convertir en periodista i escriptora.
Entre 1994 i 2000 va rodar una seixantena de pel·lícules pornogràfiques. Després va codirigir amb Virginie Despentes la pel·lícula Baise-moi, l'estrena i la censura de la qual a França la van projectar a l'escena mediàtica. Després va publicar diversos llibres, inclòs una història autobiogràfica, La Voie humid, une oeuvre au rouge, així com guies sexuals.

## Biografia

### Joventut
Coralie Trinh Thi té orígens vietnamites a través de la seva àvia materna i n'adaptà el nom de soltera. Filla d'un Hell Angels del qual coneixia molt poc, va ser criada per la seva mare i va créixer a diferents parts de la Regió de París, desplaçant-se amb freqüència. No va aprovar el seu bac, deixant l'institut just abans d'acabar-lo.
Va ser batejada als onze anys, a petició seva. Parla de la seva relació amb la religió de petita a través de l'heroïna de la seva novel·la Betty Monde.

### Carrera
A partir del 16 anys esdevingué seguidora de The Cure, sobretot de l'àlbum Pornography del que «es va enamorar». Va començar a freqüentar festes gòtiques a París, entre d'altres a La Locomotive, lluint un estil de vestir batcave que ella defineix com "la tendència punk de el moviment gòtic”. També manté relacions amistoses amb Alejandro Jodorowsky amb qui practica el tarot.
Després de posar per a fotos de moda, Coralie va començar la seva carrera pornogràfica als 18 anys en una seqüència de Salopes insaciables de John Love, després en un paper protagonista a The Tower 3, que ella considera la seva primera pel·lícula.
Va treballar durant molt de temps a la revista Hot Vidéo i va rebre el Hot d'Or a la millor actriu europea el 1996 pel seu paper a La Princesse et la Pute de Marc Dorcel. També va rebre el premi a la millor actriu porno francesa el 1995, el Hot d'Or a la millor actriu secundària europea el 1998.
L'any 1997, va fer una incursió a la indústria del porno estatunidenca filmant a Los Angeles la pel·lícula The Dictator, dirigida per Jim Enright. També ha actuat en llargmetratges i curtmetratges no pornogràfics sota la direcció de directors com Gaspar Noé, Marc Caro, Laetitia Masson, Catherine Breillat, Richard J. Thomson o Olivier Dahan.
El 1999 va codirigir la pel·lícula Baise-moi a petició de Virginie Despentes que volia adaptar el seu llibre. Coralie Trinh Thi va insistir que Baise-moi, tot i que presentava escenes de sexe no simulades, no era una pel·lícula pornogràfica, perquè per a ella, "el porno és una pel·lícula de gènere amb vocació masturbatòria". A diferència de Virginie Despentes, rebutja el terme "feminista" i prefereix dir-se "antisexista".
La seva primera novel·la Betty Monde es va publicar l'any 2002. El títol és una referència a la metamorfosi de l'heroïna Elisabeth, que abandona la primera part de el seu primer nom (Eli = el meu déu en hebreu) per convertir-se en Betty als ulls del món, la "bèstia dolenta".
El joc de paraules sobre el seu nom Holy Trinh Thi, (literalment "santa Trinh Thi" que també es pot escoltar com "al llit Trinh Thi") ha inspirat el cantant vx69 del grup d'industrial metal Punish Yourself de Tolosa. Li va dedicar una cançó a l'àlbum Sexplosive Locomotive l'any 2004. A canvi, va escriure una tira còmica sobre el grup, Deep Inside Punish Yourself.
El 2007, va publicar una narrativa autobiogràfica de 781 pàgines titulada La Voie humide, une œuvre au rouge i organitzada al voltant dels vint-i-dos misteris del tarot de Marsella com tants capítols.
En un altre gènere, va escriure dues guies sexuals a la col·lecció Osez... de La Musardine: Osez la sodomie, publicada el 2007, i Osez le cunnilingus publicada el novembre de 2009. També ha estat crítica de rock a la revista Rock & Folk des de l'2000.
El 2011, es va reunir amb Virginie Despentes per a Bye Bye Blondie. A més d'un petit paper a la pel·lícula, Coralie Trinh Thi participa en la pel·lícula desenvolupant la seva pàgina de Facebook.
El novembre de 2013 es va estrenar la seva tercera guia sexual a La Musardine amb Osez une leçon de fellation.

## Filmografia

### Actriu

#### Pornografia (selecció)
- 1995: The Tower 3, de Pierre Woodman.
- 1995 : Insatiables salopes, de John Love (Alain Payet).
- 1995 : Pornovista, de Pascal Hamelin Delaunay.
- 1995 : Triple X.
- 1995 : L'Éducation de Coralie, de Lorenzo Pellegrino.
- 1995 : Les Fesses, de Cyril Laffitau
- 1995 : Confessions secrètes : Reality Chaud 3 le libertinage, de Francis Leroi.
- 1995 : Confessions secrètes : Reality Chaud 4 les partouzes, de Grégory Colmax.
- 1996: Le Désir dans la peau, de Marc Dorcel.
- 1996 : La Princesse et la Pute, de Marc Dorcel.
- 1996 : Chantier interdit au public, de John Love.
- 1996 : Voyance sextra-lucide, de J. J. Mezori.
- 1997: Les Nuits de la présidente d'Alain Payet
- 1997 : Kama-Sutra de J. J. Mezori.
- 1997 : Cyberix, de John B. Root.
- 1997 : Paris Chic, de Andrew Blake.
- 1997 : La Dictatrice, de Jim Enright.
- 1997 : La Malédiction du château, de Max Bellocchio.
- 1998: Une américaine à Paris, de Kris Kramsky.
- 1998 : Exhibition 99, de John B. Root
- 1999: Hotdorix, de John Love (Alain Payet).
- 1999 : Le Principe de plaisir, de John B. Root.
- 2000 : Pure Sex : Episode Two.
- 2000 : Pure Masturbations.
- 2000 : Harcèlement au féminin.
- 2002 : 100% Blowjobs 8.

#### Convencional
- 1995: En avoir (ou pas), de Laetitia Masson.
- 1996: Parfait Amour !, de Catherine Breillat (Amb el pseudònim de « Coralie Gengenbach »).
- 1997: Exercise of Steel, de Marc Caro, curtmetratge de 4 minuts, com a part d'una campanya de prevenció contra el Sida.
- 1998: Terror of Prehistoric Bloody Creature from Space, de Richard J. Thomson.
- 1998: Déjà mort, d'Olivier Dahan.
- 1998: Sombre, de Philippe Grandrieux.
- 1998: Sodomites, de Gaspar Noé, curtmetratge.
- 2012: Bye bye Blondie, de Virginie Despentes

### Directora
- 2000: Baise-moi (codirigida amb Virginie Despentes).

## Publicacions
- Betty Monde, Au diable vauvert, (2002) ISBN 978-2-84626-037-4.
- Deep Inside Punish Yourself, un còmic escrit per ella mateixa, escrit per Aleksi Briclot, Isha, ΠRO, Denis Grrr i Daniel Ballin, Éditions K-ïnite, (2004) ISBN 2-915551-02-2. (Aquesta historieta té com a protagonistes els membres del grup de Tolosa Punish Yourself).
- La voie humide, une œuvre au rouge, Au diable vauvert, (2007) ISBN 978-2-84626-123-4.
- Osez la sodomie, La Musardine, coll. « Osez », (2007) ISBN 2842712978.
- Osez le cunnilingus, La Musardine, coll. « Osez », (2009) ISBN 978-2842713027
- Osez une leçon de fellation, La Musardine, coll. « Osez », (2013) ISBN 978-2842719036

## Premis
- Hot d'Or a la millor actriu europea 1996
- Premi X europeu a la millor actriu francesa 1996
- Hot d'Or a la millor actriu europea en un paper secundari 1998
- Hot d'Or d'honor 2009